# 有賀郁敏
有賀 郁敏（あるが いくとし、1957年 - ）は、日本の歴史社会学者。近代ドイツのスポーツ文化史、とりわけトゥルネン協会についての研究を専門とする。

## 略歴
長野県諏訪市出身。長野県諏訪清陵高等学校を経て、1980年早稲田大学教育学部卒業、1985年筑波大学大学院体育科学研究科博士課程修了。1993年立命館大学法学部助教授。1994年同大学産業社会学部助教授。2002年同大学同学部教授。同大学同学部長。2017年同大学副学長。ゼミでの教え子に、歌手で同大学産業社会学部客員准教授の倉木麻衣がいる。

## 著書
- 『スポーツの概念』不昧堂、1986年
- 『スポーツの自由と現代』青木書店、1986年
- 『体育・スポーツ史研究の展望－国際的成果と課題－』不昧堂出版、1996年
- 『戦後体育実践論第3巻』創文企画、1997年

### 共著
- 『「アソシエーションの歴史と現代の公共圏」＜方法＞としての人間と文化』佐藤嘉一編著 ミネルヴァ書房、2004年
- 『「初期トゥルネン協会運動における社会参加と相互扶助―トゥルナー消防団の活動を中心に」「現代国家と市民社会―21世紀の公共性を求めて」』山口定他編著 ミネルヴァ書房、2005年
- 『「ドイツ初期協会運動の性格と役割―19世紀前半の西南ドイツを中心に」「多様な身体への目覚め―身体訓練の歴史に学ぶ」』山本徳郎他監修 アイオーエム社、2006年
- 『「ドイツ初期トゥルネン協会運動における結社の自由をめぐる問題―結社、法制度、社会的自己調整メカニズム」「体育・スポーツの近現代―歴史からの問いかけ」』阿部生雄他編著 不昧堂出版、2011年
- 『「歴史学とスポーツ史―歴史意識からの問い―」「現代スポーツ論の射程―歴史・理論・科学―」』山下高行 文理閣、2011年
- 『「ドイツ初期協会組織における秩序形成―黎明期におけるトゥルネン協会を中心に―」「現代スポーツ論の射程」』山下高行 文理閣、2011年
- 『「ドイツ社会国家における余暇・スポーツ―20世紀ドイツ史の一段面―」「体育・スポーツ史にみる戦前と戦後」』真田久 道和書院、2013年

### 翻訳
- 『論集国際労働者スポーツ』民衆社、1988年
- 『スポーツと教育－ドイツ・スポーツ教育学への誘い－』ベースボールマガジン社、2000年